# هولدا ستامبف
هولدا جين ستامبف (10 يناير 1867 – 3 يناير 1930) كانت مبشرة مسيحية أمريكية، اغتيلت في منزلها بالقرب من بعثة التبشير الإفريقية في كيجابي، كينيا، حيث عملت كسكرتيرة ومديرة.
يعتقج أن سبب مقتل ستامبف هو معارضة البعثة لتشويه الأعضاء التناسلية الأنثوية (المعروف أيضًا باسم الختان الأنثوي). كانت مجموعة الكيكويو، وهي المجموعة العرقية الرئيسية في كينيا، تعتبر الختان الأنثوي طقسًا مهمًا للانتقال إلى مرحلة البلوغ، وكانت هناك احتجاجات ضد الكنائس التبشيرية في كينيا بسبب معارضتها لهذه الممارسة. تُعرف هذه الفترة في التأريخ الكيني باسم "جدل الختان الأنثوي".
يُذكر أن ستامبف اتخذت موقفًا حازمًا ضد تشويه الأعضاء التناسلية الأنثوية في دار كيجابي للفتيات، التي ساعدت في إدارتها. بعض الإصابات غير العادية على ما يبدو في جسدها أوحت لحاكم كينيا في ذلك الوقت إلى أن القاتل أو القتلة قد شوهوا أعضائها التناسلية قبل أو بعد خنقها، على الرغم من أن المحكمة خلصت إلى عدم وجود أدلة على أنها قُتلت بسبب معارضتها لختان الإناث.

## النشأة والتعليم
وُلدت ستامبف في بيغ ران، بنسلفانيا، ونشأت في إنديانا، بنسلفانيا، وهي واحدة من أربعة أطفال. كان والدها مالكًا لأول متجر في إنديانا يقع في الحي 700 من شارع فيلادلفيا. وكان من أول السكان المحليين الذين امتلكوا سيارة بخارية، ففي عام 1906 كان هناك ست سيارات فقط مسجلة في المدينة، وفي يوليو 1901 بدأ باستخدامها لتوصيل الطلبات إلى زبائنه.
التحقت ستامبف بمدرسة تجارية، ثم درست في مدرسة نيويورك للموسيقى لمدة عامين. وبعد التخرج عملت كموظفة وكاتبة، ثم درست الشورت هاند في كلية إنديانا للأعمال.
في أكتوبر 1906 تقدمت بطلب للحصول على وظيفة كمبشرة مع بعثة أفريقيا الداخلية، ووصفت نفسها في رسالتها الأولى بأنها "في الأربعين من عمرها ... ولا تبدو قوية جدًا، لكنها في صحة جيدة." كتبت في استمارة التقديم أنها ترغب في العمل في أفريقيا.
في مايو 1907 درست لمدة شهرين في معهد الكتاب المقدس مودي في شيكاغو استعدادًا لعملها التبشيري. وصفتها سجلات الكلية بأنها "مباشرة، عملية، ولطيفة."

## العمل في أفريقيا

### الوصول

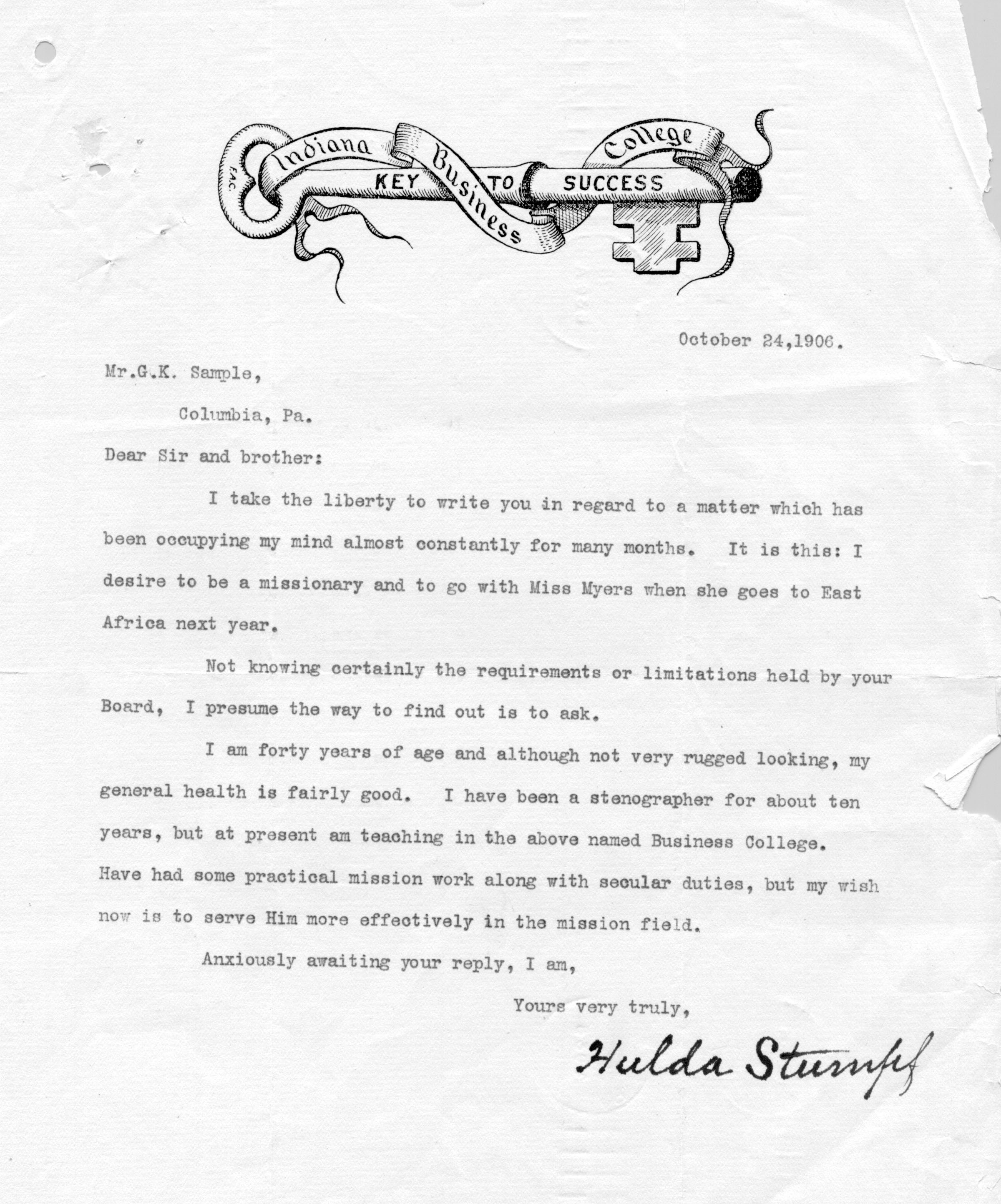
رسالة ستامبف بتاريخ 24 أكتوبر 1906 إلى بعثة أفريقيا الداخلية

أبحرت ستامبف من نيويورك في نوفمبر 1907 على متن السفينة "SS فريدريش دير غروس"، ووصلت إلى جبل طارق في 12 نوفمبر، ثم إلى نابولي في 15 نوفمبر. وفي ديسمبر من نفس العام، وصلت إلى كيجابي في كينيا، حيث تم تكليفها بالعمل كسكرتيرة لرئيس بعثة التبشير الأفريقية. وفي 20 ديسمبر 1907، كتبت رسالة إلى صحيفة إنديانا، ذكرت فيها:
| هولدا ستامبف | نظرًا لاهتمامي بأن يتعرف الجميع على تفاصيل رحلتي ووضع البلاد كما نراه في شرق أفريقيا البريطانية، أرسل هذه الرسالة بشكل عام. كانت زيارتي الأولى إلى القرية الأم، حيث يتشارك الماعز والأغنام والبشر في نفس الأكواخ. تبنى المنازل من الخيزران والقش مع العشب. المركز أو أعلى نقطة يبلغ ارتفاعه حوالي عشرة أقدام، مائل إلى الحافة الخارجية حتى الباب أو الحفرة التي يتسرب من خلالها، ارتفاعها حوالي ثلاثة أقدام. أما المساحة الرئيسية الخاصة بالرجال فهي مخصصة لرعي الماعز، بينما تتولى النساء الأعمال المتعلقة بالحدائق العامة، وتقطيع الخشب، وحمل الأثقال الثقيلة، وما إلى ذلك. قامت جميع النساء في جماعتنا بحمل الجذوع والأمتعة من المستودع إلى محطة الإقامة على مسافة تقارب الثلاثة أميال. يعتبر من العار بالنسبة للرجل حمل حمولات من الخشب، وإنما يمكنه حمل دلو من الماء فقط | هولدا ستامبف |

## تشويه الأعضاء التناسلية للأنثى

### الموقف التبشيري
يُعتبر تشويه الأعضاء التناسلية للإناث المعروف بـ "ختان الإناث" طقساً ضرورياً للانتقال من الطفولة إلى البلوغ في مجتمع الكيكويو، وهي الجماعة العرقية الرئيسية في كينيا. تشمل هذه الممارسات إزالة البظر والشفرين الداخليين، وأحياناً تشمل إزالة جميع الأعضاء التناسلية الخارجية وخياطة الجرح، وهو ما يُعرف بالختان الفرعوني. كانت بعض قبائل الكيكويو تمارس الختان بطرق مختلفة، حيث كانت بعض المناطق تستخدم أساليب أكثر تطرفاً من غيرها. وفقاً لوصف من كنيسة بعثة اسكتلندا في حوالي عام 1929، كانت عملية الختان تتضمن إزالة البظر والشفرين الصغيرين وأجزاء من الأنسجة المحيطة، مما يؤدي إلى تشويه دائم يؤثر على وظائف النساء الطبيعية مثل النضج، والحيض، والولادة.
أما عن الآثار السلبية لهذه الممارسات، فلم تكن تقتصر فقط على الجوانب الطبية، بل كان اعتراض المبشرين على الطابع الجنسي لهذه الممارسات، التي كانت تشكل جزءاً أساسياً من هوية قبيلة الكيكويو. كانت النساء اللاتي لم يخضعن لهذه الطقوس يُعتبرن منبوذات وغير صالحات للزواج. ووفقاً لتقرير نشرته صحيفة "تايمز" في لندن في فبراير 1930، كانت الفتيات الصغيرات يُعتبرن "ثروة اقتصادية" لأسرهن، ولا يُنظر إليهن كقيمة إلا بعد إجراء طقوس الختان. أعتقد الكيكويو القدامى أن المرأة لا يمكنها أن تحمل الأطفال ما لم تخضع لهذه الطقوس.
أثيرت شائعات بين الكيكويو بأن البريطانيين كانوا يرغبون في وقف هذه الطقوس كي يتمكنوا من الزواج من الفتيات اللاتي لم يجرين الختان، للحصول على أراضٍ في كينيا.

### مشاركة شتومبف

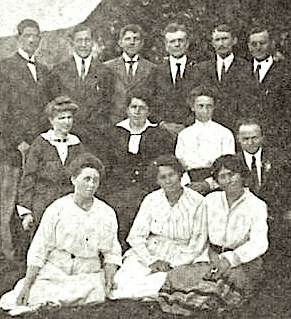
ستامبف (في الأمام على اليسار) مع طلاب آخرين من معهد مودي للكتاب المقدس، كيجابي، 1917

كتبت دانا لي روبرت "أن ستامبف تولت واحدة من أشد الأمور حزما وتشددا" ضد ختان الإناث في مدرسة بنات كيجابي ". في مايو 1927 وصفت ستامبف ما حدث لمعلمة كانت قد أجرت عملية الختان لابنتها:
منذ حوالي ثلاث سنوات موكاي جنبا إلى جنب مع العديد من الآخرين كانوا قد حظروا من التدريس وطردوا إلى الأبد، وقراءة الجملة، إلا إذا كان على استعداد للاعتراف أنه قد أخطأ وأقسم على الولاء للرجل الأبيض وأحكامه. وكان اعترافا محزنا بأنه قد سمح لابنته أن تختن. "
في 30 سبتمبر 1929 كتبت ستامبف في مذكراتها: برزت «أزمة في الكنيسة الأم حول ختان الإناث»، وفي 2 سبتمبر، في إشارة إلى اليمين التي ألزمت بعثة التبشير الأفريقية المعلمين بالقسم: «وقد أنفق الأسبوع الماضي في الصلاة لجميع المعلمين.وقد رفضوا التوقيع على عريضة إعادة الختان.» في 29 ديسمبر قد ألقي القبض على أربعة رجال خارج الكنيسة للبعثة في كيجابي لأنهم قاموا بالغناء من Muthirigu، وهي سلسلة من الاحتجاجات من الرقص والأغاني التي بدأ الآلاف من الكيكويو أداؤها خارج منازل البعثة والمدارس.

## مقتلها
عثر على جثة هيلدا ستامبف في منزلها صباح يوم 3 يناير 1930 من قبل كاكوي، الرجل الذي كان يعمل تحت إشرافها. تم دفنها في مكان قريب بعد يومين. كتبت سيدة مبشرة أخرى وهي هيلين فرجينيا بليكسلي، وتعمل طبيبة تقويم عظام في عام 1956، أنها درست جسد ستامبف بعد وفاتها مباشرة وأشارت إلى عدم وجود أي جروح تشير إلى محاولة ختان:
"عُثر على هيلدا ستامبف مستلقية في فراشها مع آثار تأثير الفراش على وجهها. كنت الشخص الثاني الذي سمح له بالدخول إلى الغرفة بعد الحادثة، وقد أجريت دراسة دقيقة لجسدها. وكتبت أنها قد تعرضت لقسوة، ولكن لم تكن ضحية لمحاولة ختان فاشلة كما تم تداوله. كانت الوفاة نتيجة الخنق، وهو ما توضحه الكدمات الزرقاء والسوداء على العنق والرقبة. أما الجهة الأخرى من جسدها فكانت سليمة، ويبدو أنها مرت بظروف صعبة للغاية."
كتبت بليكسلي أن الحادثة هزت المجتمع المحلي، وأن شيوخ الكيكويو كانوا في حالة صدمة. أقام الجنود الأفارقة حراسات خارج البعثة ونقلت الفتيات من المدرسة للعيش مع بعثات تبشيرية أخرى. فتح تحقيق قضائي في 20 يناير 1930، وخلص إلى أن ستامبف توفيت بين ليلة 2 و3 يناير، وأن سبب الوفاة كان الخنق. أظهرت الأدلة الطبية التي قُدمت في التحقيق وجود إصابات غير عادية على جسدها.  أرسل حاكم كينيا إدوارد غريغ في اليوم الأول من التحقيق تلغرافًا إلى مكتب المستعمرة البريطاني يقول: "تظهر الأدلة الطبية أن الآنسة ستامبف كانت قد خضعت لختان وحشي وتوفيت أثناء الجراحة. من الواضح أن أغاني وراقصات الختان كانت قد استخدمت لتحفيز المشاركين في تعزيز هذا التعصب الخطير."
أوردت صحيفة "التايمز" تقريرًا في فبراير 1930 جاء فيه:
"المعطيات الطبية لم تشير أو تلمح إلى حدوث اغتصاب، ولكن كانت تميل إلى القول بأن بعض الجروح غير العادية ربما تكون ناتجة عن تشويه متعمد، مثل ما قد يحدث عند استخدام السكين الذي يستخدمه سكان القرية في طقوس الختان."
وتكمن أهمية هذا التقرير في أن بعض البعثات التبشيرية كانت قد اتخذت موقفًا معارضًا لهذه الممارسات لعدة شهور، مما أدى إلى صراعات مع المواطنين، وكان العديد منهم من أشد المعارضين، بينما بذل المحرضون جهودًا كبيرة لمحاولة عزل عاصمة البلاد عن هذه القضايا.